# جون فريدريك (مجرم)
جون فريدريك (بالألمانية: John Friedrich؛ بالإنجليزية: John Friedrich) هو مجرم ألماني وأسترالي، ولد في 7 سبتمبر 1950 في ميونخ في ألمانيا، وتوفي في 27 يوليو 1991 في سالي في أستراليا.